# The Fabulous
The Fabulous (koreanischer Originaltitel: 더 패뷸러스) ist eine südkoreanische Serie, die von Gill Pictures für Netflix umgesetzt wurde. Ursprünglich sollte die Serie am 4. November 2022 auf Netflix Premiere feiern, doch aufgrund der Ereignisse rund um die Halloween-Katastrophe im Ausgehviertel Itaewon der südkoreanischen Hauptstadt Seoul wurde der Starttermin zunächst auf unbestimmte Zeit verschoben. Als neuer Starttermin wurde später der 23. Dezember 2022 kommuniziert, an welchem die Serie dann auch veröffentlicht wurde.

## Handlung
Eine Clique von vier Freunden möchte in der Modebranche ihre Träume verwirklichen. Währenddessen sind sie nicht nur mit der anspruchsvollen Arbeit konfrontiert, die mit ihren unterschiedlichen Ambitionen einhergehen, sondern sie müssen sich auch durch wilde Ausgehnächte und allerlei Liebesdilemmas navigieren.

## Besetzung und Synchronisation
Die deutschsprachige Synchronisation entstand nach den Dialogbüchern von Susanne Schwab und Annika Ernst sowie unter der Dialogregie von Susanne Schwab durch die Synchronfirma TV+Synchron in Berlin.
| Rolle         | Schauspieler    | Synchronsprecher  |
| ------------- | --------------- | ----------------- |
| Pyo Ji-eun    | Chae Soo-bin    | Betty Förster     |
| Ji Woo-min    | Choi Min-ho     | Raúl Richter      |
| Joseph Jean   | Lee Sang-woon   | Konrad Bösherz    |
| Shim Do-young | Kim Min-kyu     | Oliver Szerkus    |
| Lee Nam-jin   | Choi Won-myeong | Oliver Bender     |
| Ye Seon-ho    | Park Heejung    | Magdalena Höfner  |
| CEO Oh        | Shin Dong-mi    | Silvia Mißbach    |
| Hong Ji-seon  | Lee Mi-do       | Christin Quander  |
| Esther        | Lee Si-woo      | Jodie Blank       |
| Jang Ok-jin   | Jeon Soo-kyeong | Juliane Schöttler |
| Henry         | Lim Ki-hong     | Dirk Stollberg    |
| Ahn Nam-hee   | Choi Hee-jin    | Laurine Betz      |
| Jung Hye-na   | Kang Na-ru      | Lisa Marie Becker |
| Jin Young-soo | Jo Eun-sol      | Peter Lontzek     |
| Jo Gang-woo   | Byun Jun-seo    | Lucas Wecker      |

## Episodenliste
| Nr.                                                                           | Deutscher Titel                               | Originaltitel                 |
| ----------------------------------------------------------------------------- | --------------------------------------------- | ----------------------------- |
| 1                                                                             | Dom Pérignon und ein Soju-Shot                | 돔페리뇽과 소주 한 잔         |
| 2                                                                             | Großmutters Schal und der Cheongdam Modekreis | 할머니 스카프와 청담동 연구소 |
| 3                                                                             | Der VIP und der Normalo                       | VIP와 단골손님                |
| 4                                                                             | Der Popup-Laden und die Schneiderei           | 팝업스토어와 테일러샵         |
| 5                                                                             | Folgen und verfolgt werden                    | 팔로워와 팔로잉               |
| 6                                                                             | Die Fotowand und die Ausstellung              | 포토존과 전시회               |
| 7                                                                             | Vintage und Nachhaltigkeit                    | 빈티지와 지속가능성           |
| 8                                                                             | Mode und Leidenschaft                         | 패션과 열정                   |
| Am 23. Dezember 2022 wurden alle Folgen der Serie bei Netflix veröffentlicht. |                                               |                               |